# 正邪
正邪（せいじゃ）とは、正しいことと邪（よこしま）なこと。正しいことと不正なこと。
類義語は「是非」など。

## 概要
正邪とは客観性やある主観性においてそれが正か邪かという事である。
道徳的価値観に於いては「善悪」がその行為や事柄を総合的に判断するのに対し、「正邪」は意識や考え方といった心の在り方に主眼を置いて判断する。
具体的にどういった意識や考え方が正しく、あるいは正しくないか（邪か）に関して特定の基準がある訳ではない事に注意する必要がある。